# 小笠原暁
小笠原 暁（おがさわら さとる、1931年9月26日 - 2020年9月28日）は、日本の経済学者、地方公務員、実業家。兵庫県副知事や、芦屋大学学長、日本オペレーションズ・リサーチ学会会長等を歴任した。また、実弟の久野暲ハーバード大学教授とともにロゴヴィスタを興し、同社代表取締役社長も務めた。父は英語学者の久野朔郎。兄は哲学者の久野昭。

## 経歴
1953年名古屋大学理学部数学科卒業。1955年名古屋大学経済学部経済学科卒業。1958年名古屋大学大学院経済学研究科中退。1960年神戸商科大学講師に着任し、1962年同助教授に昇格。1963年には経営管理学科を創設した。1968年同教授。その後日本の学生運動を嫌気し、1972年に兵庫県企画部長に転じ、総合計画の策定などにあたった。1975年兵庫県教育長。1978年兵庫県副知事。1984年芦屋大学教授。1982年6月から9月までにサンテレビジョン社長も務めた。
1988年芦屋大学学術博士。実弟の久野暲ハーバード大学教授とともにロゴヴィスタ株式会社を興し、1990年同社代表取締役社長。1995年からは芦屋大学学長を務め、阪神・淡路大震災からの復興にあたった。1998年芦屋大学名誉教授、西宮市地域情報化研究会会長。2001年ロゴヴィスタ株式会社取締役。2002年日本オペレーションズ・リサーチ学会会長。2008年春の叙勲で瑞宝中綬章受章。